# Winston Attong
Winston Attong (* 19. März 1947) ist ein ehemaliger Radrennfahrer aus Trinidad und Tobago.

## Sportliche Laufbahn
Attong war Bahnradsportler. Er war Teilnehmer der Olympischen Sommerspiele 1972 in München. Im Sprint schied er im Vorlauf gegen Ivan Kučírek aus. Er startete mehrfach bei den Commonwealth Games im Bahnradsport.